# Orda
Un'orda (dal tartaro ordu, che significa "tribù", "accampamento") era un tipo di organizzazione militare, caratteristica dei popoli mongoli e in seguito turchi. 
Essendo formata da diverse componenti, la parola orda ha assunto nel tempo una connotazione negativa, identificando un'accozzaglia di uomini armati, caratterizzata dalla violenza e da un accentuato disordine e mancanza di disciplina. Un'orda mongola era invece esattamente il contrario. Per quanto composta anche da clan e tribù di diversa provenienza e lingua, essa esprimeva in un capo militare la sua unione, mentre l'organizzazione dell'esercito era spesso rigorosa ed efficiente. Al suo interno venivano sanciti patti basati sul pragmatismo e sull'equa suddivisione del bottino o delle risorse del territorio per il mantenimento dell'orda stessa.
Nell'esercito ottomano il termine ordu designava una formazione equivalente all'armata.
Nei basci-buzuk, soldati irregolari dell'esercito ottomano, dell'Eyalet di Habesh, corrispondente all'incirca all'attuale Eritrea, l'Orda, corrispondente al plotone, era costituita da quattro buluk. Anche dopo la guerra d'Eritrea vennero mantenuti gradi, organizzazione e anche i quadri turchi; il Tabor, corrispondente al livello ordinativo del battaglione era formato da tre-cinque orde e a sua volta tre tabur costituivano un Kalai, corrispondente al reggimento e posto al comando di un ufficiale italiano.